# Pakokku
Pakokku (in in birmano ပခုက္ကူြို့ è una città della Birmania, situata nella regione di Magway. Il ponte di Pakokku, il più lungo ponte stradale e ferroviario del paese, collega le due rive del fiume.
La città dispone inoltre di un aeroporto.

## Geografia
La città si trova sulle rive del fiume Irrawaddy circa 25 km a nord di Bagan.
L'attività principale è il commercio del tabacco e del thanaka, un prodotto derivato dalla corteccia della Limonia acidissima coltivata nei dintorni. 
Circa 20 km a nordest si trovano i resti di Pakhangyi, con le mura della città, un museo archeologico e uno dei più antichi monasteri in legno del paese.
Nel 2007 Pakokku fu il luogo in cui iniziarono le proteste chiamate Rivoluzione zafferano.